# Knocklayd
Knocklayd är ett berg i Storbritannien.   Det ligger i riksdelen Nordirland, i den västra delen av landet, 600 km nordväst om huvudstaden London. Toppen på Knocklayd är 196 meter över havet. Knocklayd ingår i Sallagh Braes.
Terrängen runt Knocklayd är lite kuperad. Runt Knocklayd är det ganska glesbefolkat, med 32 invånare per kvadratkilometer. Närmaste större samhälle är Ballycastle, 6,8 km norr om Knocklayd. I omgivningarna runt Knocklayd växer i huvudsak blandskog.